# Detarium microcarpum
Detarium microcarpum là một loài thực vật có hoa trong họ Đậu. Loài này được Guill. & Perr. miêu tả khoa học đầu tiên.

## Hình ảnh

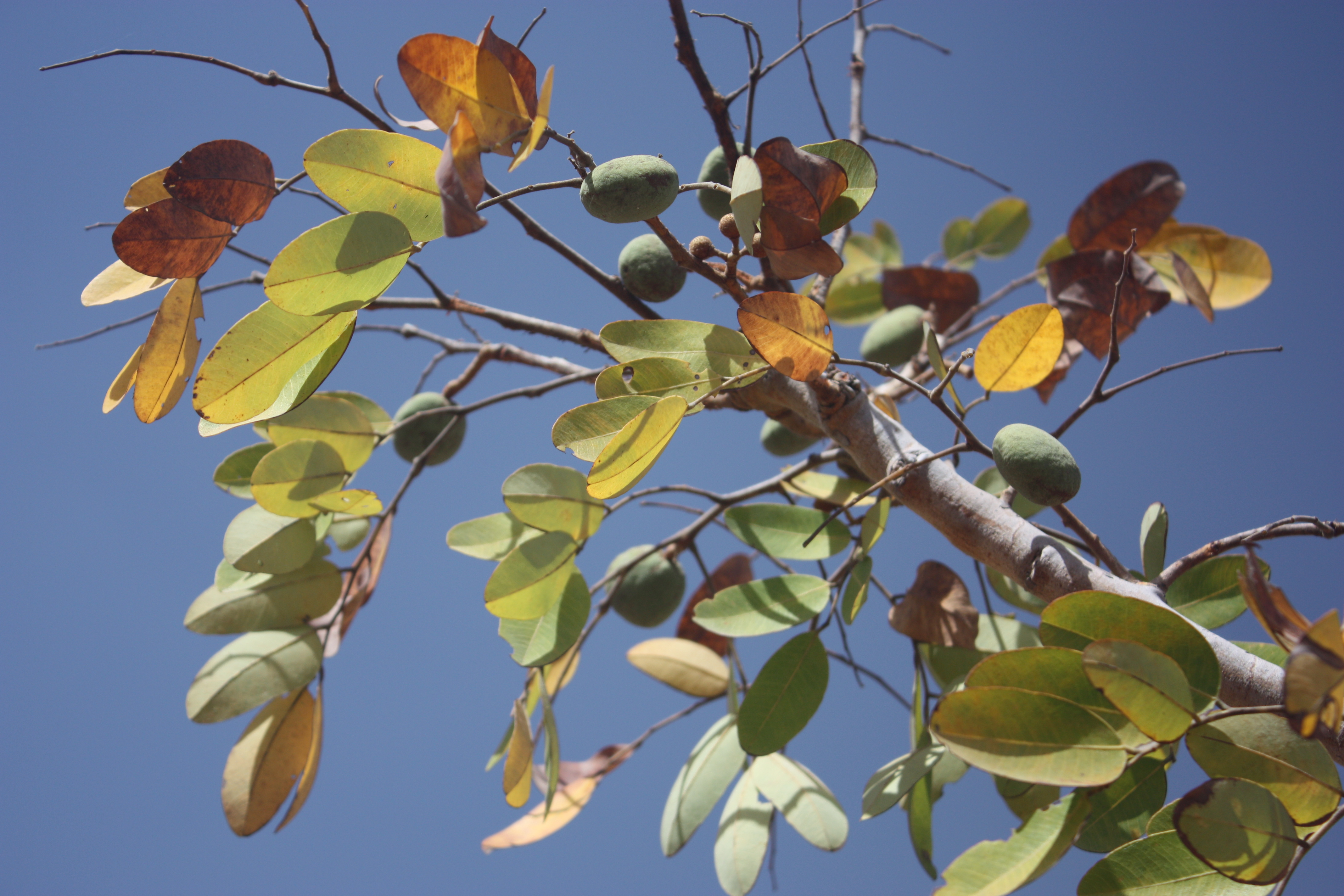